# 山都站

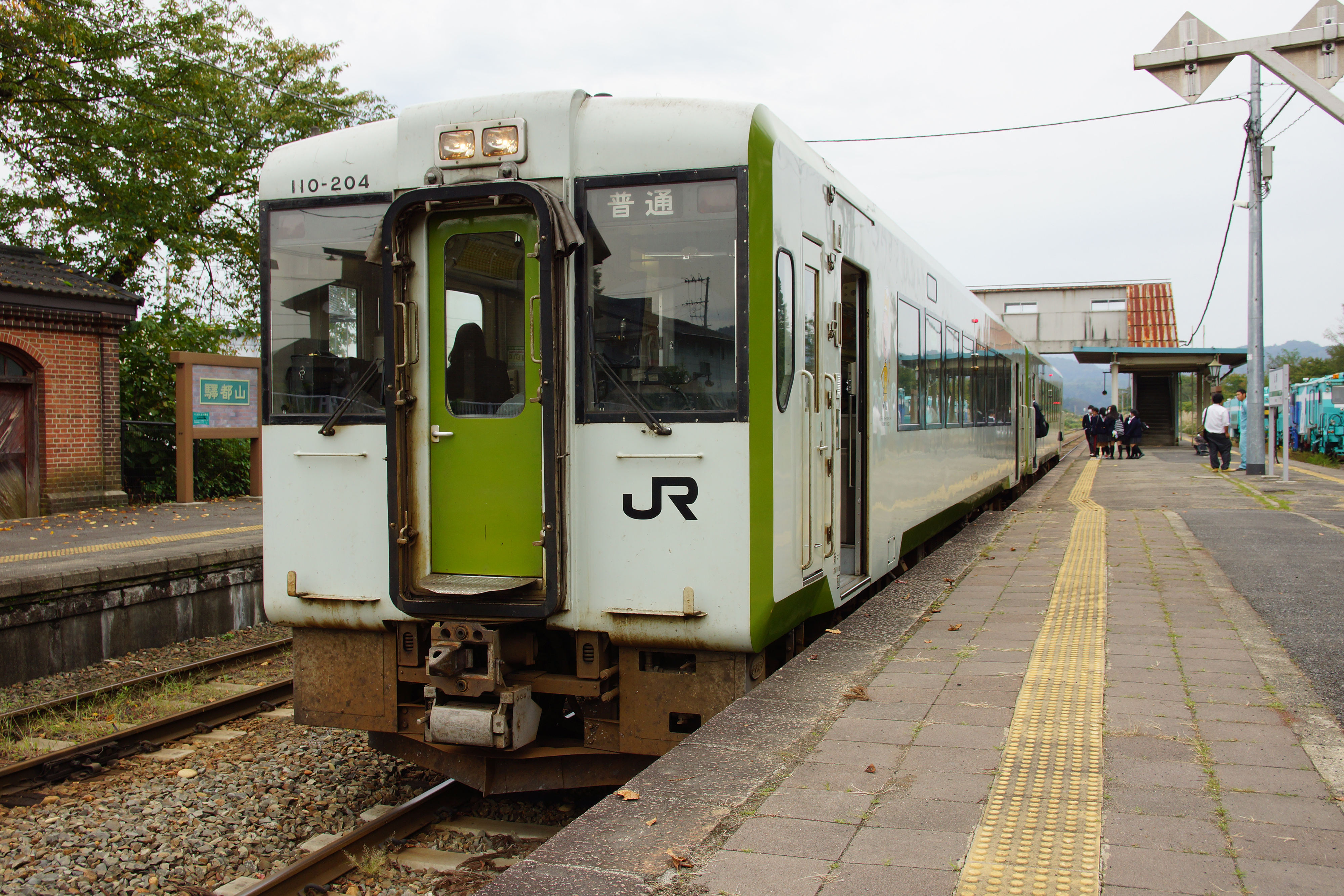
在山都站停站中的KiHa 110
(2013年10月)

山都站（日语：／ Yamato eki */?）是位於福島縣喜多方市山都町廣野，東日本旅客鐵道（JR東日本）的磐越西線車站。此站往新津方向的車站由新潟分社管轄。

## 歷史
- 1910年（明治43年）12月15日[1]：岩越線 喜多方站至此站之間開通，此站啟用。
- 1913年（大正2年）8月1日：此站至野澤站之間開業。
- 1985年（昭和60年）3月14日：成為簡易委託車站。
- 1987年（昭和62年）4月1日：伴隨國鐵分割民營化，車站由東日本旅客鐵道（JR東日本）營運[3]。

## 車站構造
此站是地面車站，設有1面2線的島式月台和1面1線的單式月台，共有2面3線的月台。各月台之間設有跨線橋連接。
此站是由新津站管理的簡易委託車站，此站設置了POS終端。車站大樓內設有售票處、候車室和自動販賣機。

### 月台
| 月台 | 路線      | 上下行       | 方向           |              |
| ---- | --------- | ------------ | -------------- | ------------ |
| 1    | ■磐越西線 | 下行         | 新津、新潟方向 |              |
| 2    | ■磐越西線 | 上行         | 會津若松方向   |              |
| 3    | ■磐越西線 | （後備月台） | （後備月台）   | （後備月台） |

## 使用狀況
根據「JR東日本」的資料，在2019年度（令和元年度）1日平均乘車人次為179人。
以下列出近年乘車人次變化：
| 年度               | 1日平均 乘車人次 | 參考資料        |
| ------------------ | ---------------- | --------------- |
| 2000年（平成12年） | 340              | [ 利用客数 2 ]  |
| 2001年（平成13年） | 330              | [ 利用客数 3 ]  |
| 2002年（平成14年） | 342              | [ 利用客数 4 ]  |
| 2003年（平成15年） | 325              | [ 利用客数 5 ]  |
| 2004年（平成16年） | 327              | [ 利用客数 6 ]  |
| 2005年（平成17年） | 308              | [ 利用客数 7 ]  |
| 2006年（平成18年） | 288              | [ 利用客数 8 ]  |
| 2007年（平成19年） | 263              | [ 利用客数 9 ]  |
| 2008年（平成20年） | 270              | [ 利用客数 10 ] |
| 2009年（平成21年） | 268              | [ 利用客数 11 ] |
| 2010年（平成22年） | 263              | [ 利用客数 12 ] |
| 2011年（平成23年） | 264              | [ 利用客数 13 ] |
| 2012年（平成24年） | 265              | [ 利用客数 14 ] |
| 2013年（平成25年） | 243              | [ 利用客数 15 ] |
| 2014年（平成26年） | 208              | [ 利用客数 16 ] |
| 2015年（平成27年） | 223              | [ 利用客数 17 ] |
| 2016年（平成28年） | 204              | [ 利用客数 18 ] |
| 2017年（平成29年） | 211              | [ 利用客数 19 ] |
| 2018年（平成30年） | 187              | [ 利用客数 20 ] |
| 2019年（令和元年） | 179              | [ 利用客数 1 ]  |

## 車站周邊
- 喜多方市政廳山都綜合分所
- 山都郵局
- 飯豐和蕎麥之里中心
- 福島縣立耶麻農業高等學校（日语：福島県立耶麻農業高等学校）
- 阿賀川（日语：阿賀川）
- 泉福寺
- 福島縣道16號喜多方西會津線（日语：福島県道16号喜多方西会津線）
- 福島縣道43號會津坂下山都線（日语：福島県道43号会津坂下山都線）
- 一之戶川橋樑（日语：一ノ戸川橋梁）　SL磐越物語號拍攝勝地。

## 巴士路線
| 乘車處                                       | 系統       | 主要途經                           | 目的地 | 巴士公司       | 備註    |
| -------------------------------------------- | ---------- | ---------------------------------- | ------ | -------------- | ------- |
|                                              |            | 下川井、西羽賀、氣多宮、坂下南小前 | 綠町   | 會津乘合自動車 | 平日1班 |
| 下川井、荻野站前、西羽賀、氣多宮、坂下南小前 | 綠町       | 平日1班                            |        | 會津乘合自動車 |         |
| 下川井、荻野站前、西羽賀、氣多宮             | 坂下營業所 | 平日1班                            |        | 會津乘合自動車 |         |

## 相鄰車站
東日本旅客鐵道（JR東日本）
■磐越西線
- 臨時快速「SL磐越物語」停車站

□快速「阿賀野」、■普通
喜多方－山都－荻野

## 注腳

### 使用狀況
1. 1 2  . 東日本旅客鐵道.   [2020-07-13]. （原始内容存档于2020-07-10） （日语）.
2. ↑  . 東日本旅客鐵道.   [2019-02-24]. （原始内容存档于2019-04-02） （日语）.
3. ↑  . 東日本旅客鐵道.   [2019-02-24]. （原始内容存档于2019-02-22） （日语）.
4. ↑  . 東日本旅客鐵道.   [2019-02-24]. （原始内容存档于2019-04-02） （日语）.
5. ↑  . 東日本旅客鐵道.   [2019-02-24]. （原始内容存档于2019-03-27） （日语）.
6. ↑  . 東日本旅客鐵道.   [2019-02-24]. （原始内容存档于2019-02-23） （日语）.
7. ↑  . 東日本旅客鐵道.   [2019-02-24]. （原始内容存档于2019-04-02） （日语）.
8. ↑  . 東日本旅客鐵道.   [2019-02-24]. （原始内容存档于2019-04-02） （日语）.
9. ↑  . 東日本旅客鐵道.   [2019-02-24]. （原始内容存档于2019-04-02） （日语）.
10. ↑  . 東日本旅客鐵道.   [2019-02-24]. （原始内容存档于2019-02-22） （日语）.
11. ↑  . 東日本旅客鐵道.   [2019-02-24]. （原始内容存档于2019-04-02） （日语）.
12. ↑  . 東日本旅客鐵道.   [2019-02-24]. （原始内容存档于2019-04-02） （日语）.
13. ↑  . 東日本旅客鐵道.   [2019-02-24]. （原始内容存档于2019-04-02） （日语）.
14. ↑  . 東日本旅客鐵道.   [2019-02-24]. （原始内容存档于2019-03-27） （日语）.
15. ↑  . 東日本旅客鐵道.   [2019-02-24]. （原始内容存档于2019-03-06） （日语）.
16. ↑  . 東日本旅客鐵道.   [2019-02-24]. （原始内容存档于2019-03-06） （日语）.
17. ↑  . 東日本旅客鐵道.   [2019-02-24]. （原始内容存档于2019-03-23） （日语）.
18. ↑  . 東日本旅客鐵道.   [2019-02-24]. （原始内容存档于2019-02-14） （日语）.
19. ↑  . 東日本旅客鐵道.   [2019-02-24]. （原始内容存档于2019-03-25） （日语）.
20. ↑  . 東日本旅客鐵道.   [2019-07-21]. （原始内容存档于2019-07-05） （日语）.

## 外部連結
- 車站資訊（山都）：東日本旅客鐵道（日語）